# あなたのいない休日
「あなたのいない休日」(あなたのいないきゅうじつ)は、平松愛理の15枚目のシングル。

## 解説
- 平松の曲で2回目の両面タイアップ曲であり、表題曲「あなたのいない休日」は東宝映画『居酒屋ゆうれい』主題歌、カップリングの「君らしく」は武田食品「ビタミンサラダ」のCMソングに起用されている。
- また、「君らしく」は「ビタミンサラダ」のCMキャラクターを務めた大塚寧々がラジオパーソナリティを務めた『大塚寧々の「ねーねー聞いて」』(TOKYO FM)のテーマソングとしても起用された。

## 収録曲
1. あなたのいない休日
  - 作詞・作曲：平松愛理、編曲：清水信之
  - 東宝映画『居酒屋ゆうれい』主題歌
2. 君らしく
  - 作詞・作曲：平松愛理、編曲：清水信之
  - 武田食品「ビタミンサラダ」CMソング
  - TOKYO FM『大塚寧々の「ねーねー聞いて」』テーマソング
3. あなたのいない休日（オリジナル・カラオケ）
4. 君らしく（オリジナル・カラオケ）